# Софіт (архітектура)
Софі́т (від італ. soffito — «стеля») — видима знизу поверхня якої-небудь архітектурної деталі (дахового звису, слізниці в карнизі, архітрава в антаблементі, арки тощо), зазвичай художньо оброблена. Також так називають архітектурно оформлену поверхню стелі.

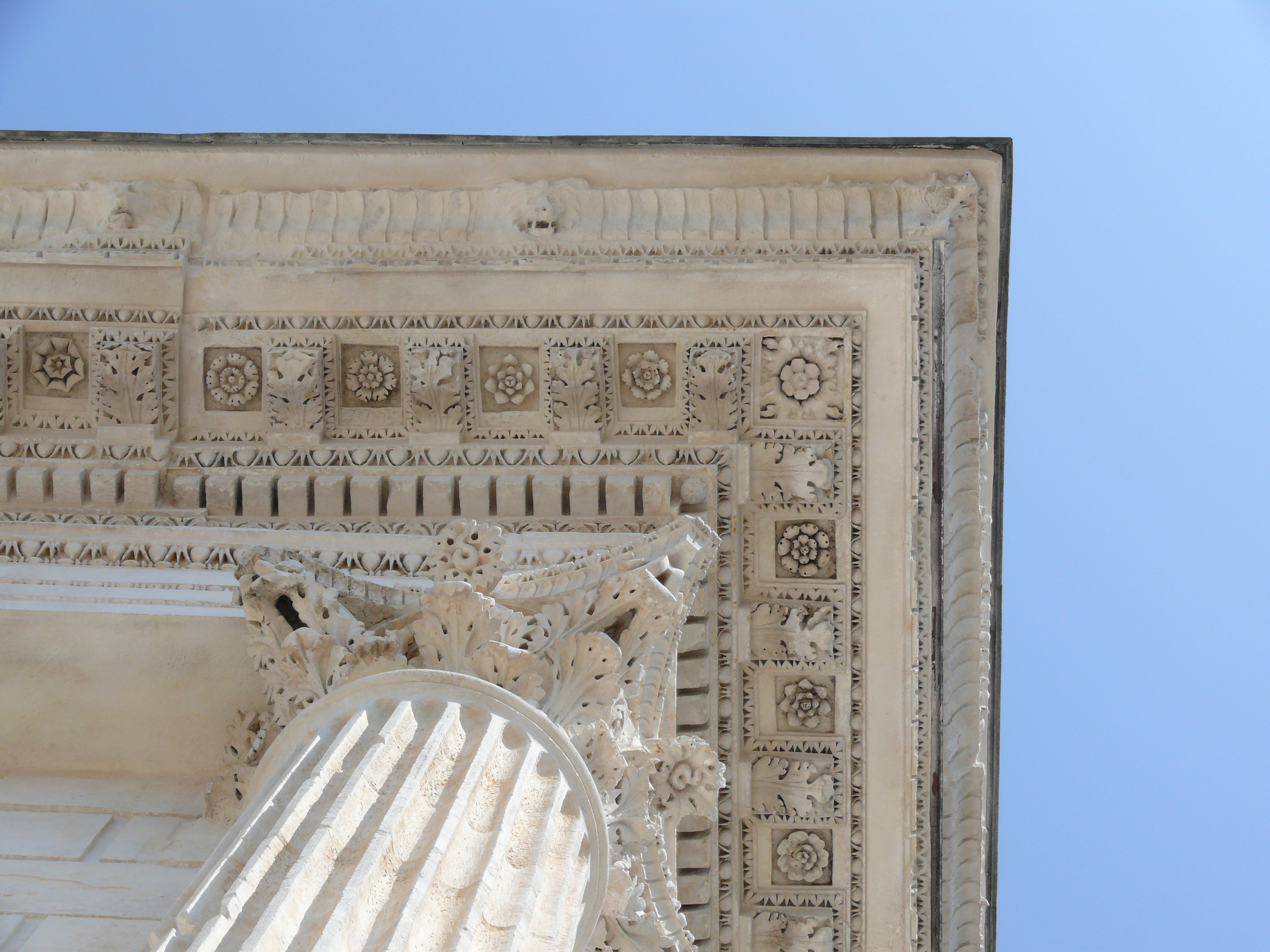
Античний антаблемент Мезон Карре в Німі. Видно софіт карниза, де чергуються модульйони і кесони з квітковими мотивами.
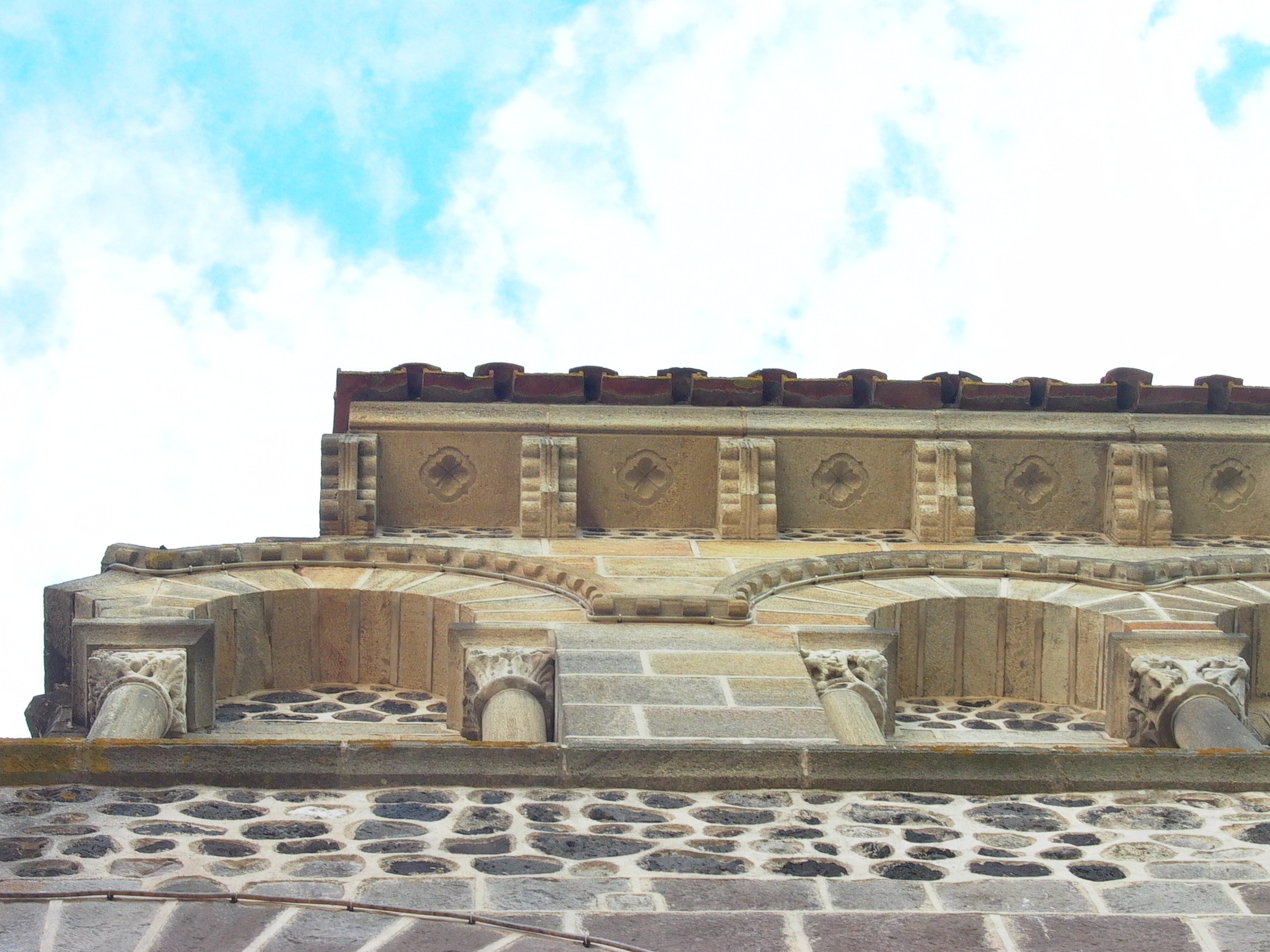
Софіт з чашечками між модульйонами (трибуни церкви абатства Мозака, Пюї-де-Дом, Франція).
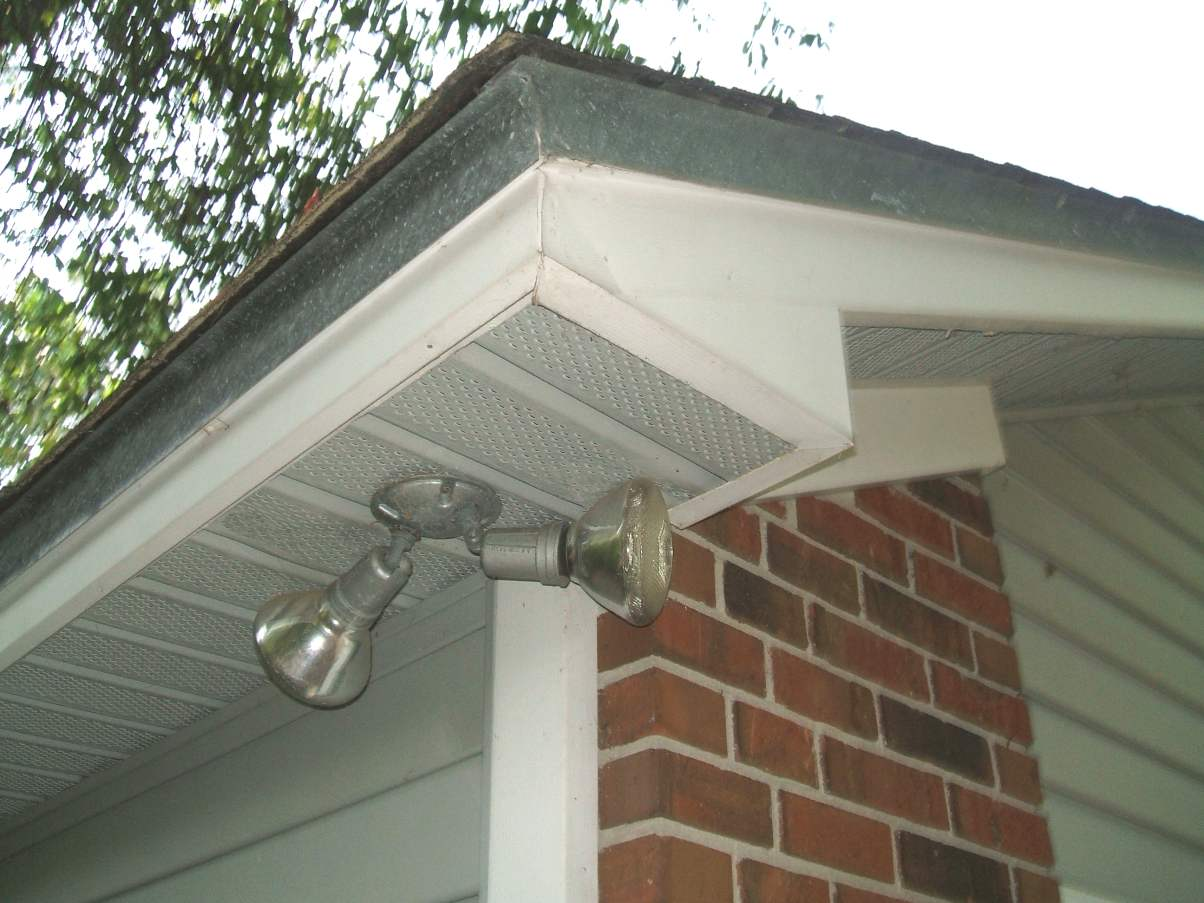
Софіт під даховим звисом